# トゥール (ムルト＝エ＝モゼル県)
トゥール（Toul）は、フランス北東部、ムルト＝エ＝モゼル県の都市。
より知られているアンドル＝エ＝ロワール県の都市トゥール（Tours）とは、フランス語では表記も発音も異なる。

## 歴史

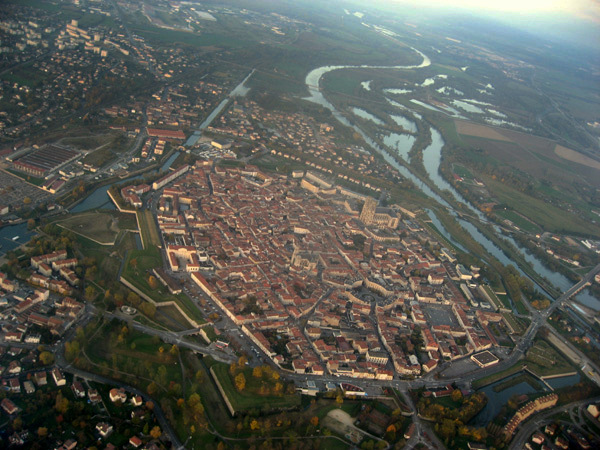
ヴォーバンによって要塞化されたトゥール

トゥールは古代ローマ時代にはトゥッルム・レウコルム（Tullum Leucorum）と呼ばれ、ガリア人の部族レウキ族（Leuci）の都市であった。
4世紀に司教座となる。
612年にトゥールの近郊でアウストラシアがブルグント王国に敗れた。870年のメルセン条約でトゥールは東フランク王国に、その後神聖ローマ帝国に属することとなり、後には帝国自由都市となった。1552年にアンリ2世によりメス、ヴェルダンと共にフランス王国へ併合され、1648年のヴェストファーレン条約によって承認された。
1700年にトゥールはセバスティアン・ル・プレストル・ド・ヴォーバンによって要塞化された。1870年の普仏戦争ではフランス軍がこの要塞に立て籠もったが、1か月包囲された後、9月23日の午前6時、64門の大砲による砲撃が始まり、2433弾が撃たれた後の午後3時に要塞は降服した。第一次世界大戦の際にはアメリカ合衆国空軍基地が置かれ、ムーズ・アルゴンヌ攻勢などで利用された。
1940年、ナチス・ドイツのフランス侵攻をトゥールは5日間にわたって食い止めたが、第二次世界大戦中に市の40%が破壊された。

## 経済
長年軍隊（フランス陸軍およびアメリカ空軍）が駐屯していたが、1990年代初めの再編によって数千人が職を失った。

## 著名な出身者
- ローラン・グーヴィオン＝サン＝シール - 軍人
- マルセル・ビジャール - 軍人、政治家
- ユセフ・アイ・ベナセル - サッカー選手
- ルネ・ジャコー - ボクシング選手

## 姉妹都市
- ハム、ドイツ